# Agnès de Périgord
Agnès de Périgord (?-1345) duchesse de Durazzo, est l'épouse de Jean de Durazzo. Politiquement influente, elle organise après la mort de Robert Ier de Naples en 1343 le mariage de son fils aîné avec la petite-fille du roi, qui était seconde dans l'ordre de succession au trône napolitain. L'ambition d'Agnès était de rapprocher sa famille de la couronne.

## Jeunesse et mariage
Agnès est la fille d'Hélie VII, comte de Périgord et de sa deuxième épouse, Brunissende de Foix. Par sa mère, elle est la petite-fille de Roger-Bernard III de Foix et de Marguerite de Béarn. La date de naissance pour Agnès n'est pas connue, bien qu'elle puisse certainement être placée entre 1298, année du mariage de ses parents, et 1311, mort de son père,. Il est probable qu'Agnès soit née vers 1304/1305 du fait que sa mère a eu quatre enfants entre 1299 et 1303 et qu'Agnès elle-même s'est mariée en 1321, ce qui la rendrait âgée de quinze à dix-sept ans à l'époque. Elle est la sœur d'Hélie de Talleyrand-Périgord, un cardinal qui allait devenir une figure majeure de la papauté d'Avignon.
Le mariage entre Agnès et Jean a probablement été arrangé par le roi Robert en raison de sa faveur pour la papauté d'Avignon. Le roi avait des positions anti-gibelines et souhaitait le soutien de la papauté et des Français. La famille d'Agnès avait des liens familiaux avec le pape Jean XXII, sa sœur Rosemburge étant mariée à Jacques de Lavie, le petit-neveu du pape. Lors de sa visite à Avignon, Robert s'est donc arrangé pour que son frère épouse la belle-sœur de Jacques.
Le contrat de mariage est daté du 14 novembre 1321. Le couple fut marié pendant quatorze ans et eut quatre fils : 
- Charles (1323 - 1348), duc de Durazzo ;
- Louis (1324 - 1362), comte de Gravina : père de Charles III (de Duras, Durazzo, Durrës ; 1345-1386), roi de Naples et de Hongrie ;
- Robert (1326 - 1356), dit de Morée, emprisonné par le roi Louis Ier de Hongrie. Libéré, il combattit pour le roi Jean II le Bon et fut tué à la bataille de Poitiers ;
- Étienne de Durazzo (1328 - 1380), qui devint croisé au Portugal, où en 1340 il participa aux côtés de son cousin Alphonse IV à la bataille du Salado contre les Sarasins.

Agnès eut probablement une expérience directe des querelles au sein de sa nouvelle famille. Son mari n'était qu'un des frères du roi Robert et il entrait souvent en conflit avec un autre, Philippe Ier, prince de Tarente. Les frères étaient en désaccord au sujet de Morée, où Jean régnait sous la suzeraineté de Philippe, un arrangement qui ne faisait rien pour dissiper leur méfiance mutuelle. Philippe était marié à l'impératrice titulaire Catherine de Valois-Courtenay, faisant de lui l'empereur latin titulaire. Jean voulait lui aussi plus de titres et de territoires. Tentant d'apaiser les tensions entre ses frères, Robert lui fit renoncer à ses prétentions sur la Morée en échange du duché de Durazzo, qu'il reçoit en 1332. Cependant, cela n'a pas fait grand-chose pour dissiper la jalousie et les soupçons qui séparaient les frères, et ce malaise caractérisa les relations entre leurs épouses.
Le mari d'Agnès meurt en 1335 et son fils, Charles, lui succède.

## Intrigues politiques
Tous les plans que la maison de Durazzo aurait pu avoir pour épouser Jeanne, héritière du trône de Robert, ont été contrecarrés en 1333 lorsque le roi s'est arrangé pour qu'elle se marie avec André de Hongrie. Cependant, dans son testament, Robert a ordonné que si Jeanne venait à mourir sans descendance, le trône napolitain devrait passer à sa sœur, Marie, qui n'était pas mariée. Agnès a fait de son mieux pour que sa famille obtienne les faveurs royales, dans l'espoir que Robert envisage une union avec un de ses fils pour Marie. En 1338, elle soutient la position de son fils à la tête de l'armada de Robert pour conquérir la Sicile. Cependant, la campagne échoua en raison de l'épidémie de typhus. Agnès utilisa sa propre position à la cour à son avantage, faisant des ouvertures amicales envers la reine Sancia de Majorque et les jeunes princesses. Cela n'a pas non plus abouti à des projets de mariage.
Le roi Robert mourut en janvier 1343. La tactique d'Agnès au cours de ses dernières années s'étant avérée infructueuse, elle prit donc les choses en main. Immédiatement après la mort de Robert, elle orchestra le mariage de son fils aîné avec Marie. La date de ce mariage est crucial car la reine Jeanne favorisait fortement la faction de Tarente, ayant une liaison avec le prince Louis, fils de Catherine, et Marie était promise en mariage à l'un des frères d'André. Les deux affaires n'auraient fait qu'isoler politiquement le clan Durazzo et contrecarrer leurs chances d'atteindre le trône.
Agnès utilisa sa relation avec son influent frère, le cardinal de Talleyrand, pour torpiller l'union hongroise envisagée pour Marie et obtenir la permission du pape pour cet ambitieux mariage. Ne comptant pas uniquement sur les sentimentalité fraternels, Agnès soudoya son frère avec 22 000 florins restants de sa dot afin de s'assurer un soutien absolu. Construire une amitié avec la reine Sancia semble également avoir également porté ses fruits car la reine douairière apporta son soutien au projet. La maison de Tarente fut horrifiée à la découverte du plan d'Agnès et utilisa son influence sur Jeanne pour y mettre fin. Catherine chargea la jeune reine de s'opposer au mariage, espérant que l'absence de faveur royale aurait un effet dissuasif.
À la grande consternation des Tarente, leur contrôle sur Jeanne n'a pas suffi à contrer Agnès, qui leur répliqua en enlevant Marie une nuit d'avril 1343 et en la mariant à Charles dans la foulée. Le mariage fut ressenti comme une grande insulte pour Jeanne et André car leur autorité était bafouée et la famille du prince perdait sa chance de contrôler totalement la succession. Les Tarente étaient prêts à une guerre contre leurs cousins de Durazzo, et Naples était au bord de la guerre civile. Pour y remédier, le pape écrivit à Jeanne et à Agnès, confirmant la validité de la dispense papale, leur demandant de mettre de côté leurs divergences et exhortant la reine à autoriser une cérémonie officielle de mariage. La lettre à Agnès informe également que le pape envoyait le chambellan de Talleyrand, Roger de Vintrono, qui avait de l'expérience dans la diplomatie papale en Italie, pour réparer la rupture entre les Napolitains. Les efforts de Roger ont clairement fonctionné car André gracia Agnès et sa famille et le mariage fut officiellement reconnu le 14 juillet,. Le fait que Marie était enceinte a probablement également aidé à résoudre le problème, car aucun autre scandale n'était souhaité.
Agnès s'est ensuite impliquée dans les conflits conjugaux entre Jeanne et André. Comme ce dernier s'était d'abord vu refuser l'autorité conjointe avec sa femme, il écrivit à sa mère, Élisabeth de Pologne, annonçant son intention de fuir Naples. Élisabeth décida alors de faire une visite d'État et menaça de ramener André avec elle en Hongrie. Pour la première fois, Agnès, Catherine et Jeanne travaillèrent ensemble pour persuader Élisabeth de changer d'avis. Les trois femmes savaient qu'André ne reviendrait à Naples qu'avec une armée hongroise, et selon Domenico da Gravina, Jeanne et Catherine étaient uniquement motivées par cette menace, tandis qu'Agnès était réellement soucieuse du bien-être d'André. Leurs appels au calme ont fonctionné et André est resté. Malgré son aide dans cette affaire, Jeanne n'a jamais pardonné à Agnès ses intrigues conjugales.

## Mort et postérité
Tout comme sa vie, la mort d'Agnès est également entourée d'intrigues politiques. Au cours des premiers mois de 1345, la duchesse avait réussi à se rendre encore plus impopulaire auprès de Jeanne en se mêlant de la diplomatie liée à la papauté. De plus, elle avait tenté de marier l'un de ses fils à la fille de Catherine, dans l'espoir d'infiltrer le clan Tarente. En mai, elle tomba malade. Le médecin aurait demandé un échantillon d'urine et lorsque celui-ci fut prélevé ce soir-là, il aurait été remplacé par celui d'une femme enceinte qui était une amie de Jeanne. Lorsque le médecin découvrit qu'Agnès était censée être enceinte, cela provoqua un scandale et conduisit son fils Charles à garder ses distances avec elle. Cela créa les conditions parfaites pour que ses dames d'honneur puisse l'empoisonner.
Toutefois, il est tout à fait possible que ces événements soient fictifs, car ils sont racontés par Domenico da Gravina, qui, comme il a été noté lors de la rencontre avec Élisabeth, apparaît plus sympathique à Agnès qu'à Jeanne et Catherine. Il est tout aussi possible qu'Agnès ait succombé à une infection bactérienne, aggravée par le climat chaud.
Charles et Marie ne sont jamais montés sur le trône, le premier étant exécuté trois ans après la mort de sa mère pour ses propres intrigues politiques impliquant Jeanne et les Hongrois. Cependant, Charles, petit-fils d'Agnès par son fils Louis, accède au trône en 1382. Tout comme sa famille, il a affronté Jeanne, mais il a réussi à la déposer et l'a fait étranglée. Il était marié à Marguerite, fille de Charles et Marie.